# 奧氏油鯰
奧氏油鯰（學名：Pimelodus ortmanni），為輻鰭魚綱鯰形目長鬚鯰科的其中一種，分布於南美洲巴拉那河流域，體長可達16.1公分，棲息在河川中底層水域，屬肉食性，生活習性不明。

## 擴展閱讀
維基物種上的相關：奧氏油鯰